# Roman Romkowski
Roman Romkowski, né Natan Grünspan-Kikiel le 22 mai 1907 à Moscou et mort le 1er juillet 1965 à Varsovie, est un responsable communiste soviétique d'origine juive formé par l'Internationale communiste à Moscou et devenu commandant adjoint du ministère de la Sécurité publique (MBP) polonais à la fin des années 1940 et au début des années 1950. Il est symbole, avec plusieurs autres hauts fonctionnaires comme Jakub Berman, Józef  Różański, Julia Brystiger (en), Józef Światło ou Anatol Fejgin, de la période de « terreur » communiste dans la Pologne d'après-guerre.